# Теренсай (станційне селище)
Теренса́й (рос. Теренсай) — селище у складі Адамовського району Оренбурзької області, Росія.

## Населення
Населення — 709 осіб (2010; 876 у 2002).
Національний склад (станом на 2002 рік):
- росіяни — 56 %
- казахи — 28 %